# Geremi
Geremi Sorele Njitap Fotso, kamerunski nogometaš, * 20. december 1978, Bafoussam, Kamerun.
Sodeloval je na nogometnemu delu poletnih olimpijskih iger leta 2000.